# Oukoop en Negenviertel
Oukoop en Negenviertel was een waterschap in de Nederlandse provincie Zuid-Holland, in de gemeente Reeuwijk. De polder werd in 1609 gevormd door de samenvoeging van de polder Oukoop bij Oukoop, behorend tot de vrije heerlijkheid Montfoort (Utrecht) en de polder Negenviertel, behorend tot de heerlijkheid Stein.
Er bestond nog een waterschap Oukoop, gelegen bij Loenersloot en Ruwiel.
Het waterschap was verantwoordelijk voor de vervening, drooglegging en de waterhuishouding in het gebied.
In het statenbesluit van 16 maart 1978 werd de Polder Oukoop en Negenviertel, opgeheven en opgenomen in het waterschap De Gouwelanden. Dit besluit trad op 1 januari 1979 in werking. Vervolgens gingen De Gouwelanden over in het Waterschap Wilck en Wiericke, en deze laatste in het Hoogheemraadschap van Rijnland. 
|  |  |

## Bron
- www.archievenwo2, Oukoop en Negenviertel polder 1598-1978